# Kigeli V de Ruanda
Kigeli V Ndahindurwa (nascido Jean-Baptiste Ndahindurwa, 29 de junho de 1936 - 16 de outubro de 2016) foi o último rei governante (Mwami) de Ruanda de 28 de julho de 1959 até a derrubada da monarquia ruandesa em 28 de janeiro de 1961, pouco antes de o país obter a independência da Bélgica.
Após um breve período de mudança depois de deixar Ruanda, o rei titular viveu no exílio durante a última parte de sua vida na cidade de Oakton, Virgínia, Estados Unidos. No exílio, ele era conhecido por dirigir a King Kigeli V Foundation, uma organização que promovia o trabalho humanitário para refugiados ruandeses. Também foi notável por suas atividades na manutenção do patrimônio dinástico e cultural de sua antiga casa real reinante, incluindo títulos nobres, ordens dinâmicas de cavalaria e outras distinções. 

## Biografia

### Juventude
Kigeli nasceu em Kamembe, na Ruanda-Urundi, possessão belga na África. Foi filho do rei Yuhi V e da rainha Mukashema. Era pertencente a etnia tútsi.  Aos 4 anos seu pai foi exilado para o Congo belga, onde Kigeli passou parte de sua infância. Ao retornar para Ruanda, se converteu ao catolicismo como Jean-Baptiste.  Estudou nas melhores escolas coloniais de Ruanda e do Congo belga. Depois de se formar, passou a trabalhar para o governo colonial de Ruanda até 1959. 

### Reinado
Com a morte de Mutara III em 1959, foi anunciado que Kigeli o sucederia como novo mwami. Sua nomeação foi uma grande surpresa para a administração belga, que não estava envolvida em sua escolha, descrita como um golpe de estado tanto pelos colonizadores, quanto pela elite politizada hútu.  Kigeli foi inicialmente favorecido por muitos grupos; nacionalistas tútsis, nacionalistas hútus e o clero católico, impedindo os belgas de se oporem. Sua posição encorajou os nacionalistas radicais a lutarem violentamente pela independência do país. 
Kigeli V seguiu os protocolos reais, desconsiderando as afiliações étnicas e ideológicas do passado, assumindo o título de "Pai do povo ruandês". No entanto, a instabilidade política e o conflito tribal aumentaram apesar dos esforços da monarquia e outros grupos de poder. Com o aumento gradativo da oposição hutu, muitos militantes desta etnia foram exilados. A oposição foi encorajada ainda mais pelo governo belga. Kigeli escreveria mais tarde; "Não estou me apegando ao poder ... Sempre aceitarei o veredicto do povo; o que não posso aceitar é que a administração belga deva influenciar ou distorcer esse veredicto." 
Em julho de 1960, buscou refugio na recém-independente República Democrática do Congo. Em 1961 Kigeli estava em Quinxasa para se encontrar com o secretário-geral das Nações Unidas, Dag Hammarskjöld, quando Dominique Mbonyumutwa tomou o poder por um golpe de estado com apoio da Bélgica.  A monarquia foi abolida em 28 de janeiro, seguida por um referendo onde foi decidida a república como nova forma de governo.  Cerca de 80% da população, segundo a contagem oficial, se opuseram a monarquia. Kigeli alegou fraude eleitoral, sendo posto sob prisão domiciliar logo depois. 
Kigeli foi deportado para Tanganica em 2 de outubro de 1961. Ele ainda viveu em vários outros lugares, bem como em Kampala, Uganda e Nairóbi, Quênia. Recebeu asilo político dos Estados Unidos em julho de 1992, onde viveu o resto da vida. 

### Exílio
No exílio, estabeleceu-se em Washington D.C. e reivindicou a assistência social e viveu em casas subsidiadas. Posteriormente estabeleceu-se em Oakton, Virgínia. Ele viajou internacionalmente para falar em nome do povo ruandês e repetidamente aclamava por paz entre os hútus e tútsis. Kigeli sempre se lembrou das vítimas do genocídio em Ruanda e tentou conciliar a paz entre os grupos políticos, étnicos e religiosos. Foi amigos do presidente sul-africano, Nelson Mandela e do primeiro-ministro congolês Patrice Lumumba. Em 1995, Kigeli conheceu o historiador e autor Charles A. Coulombe, representante da Liga Monarquista Internacional, um organização com sede em Londres que visa ajudar a restabelecer monarquias abolidas ao redor do mundo. 
Em entrevista a BBC, em agosto de 2007, Kigeli expressou seu desejo de retornar a Ruanda se o povo estivesse pronto para aceita-lo como rei na forma de monarquia constitucional. Em encontro com o presidente ruandês Paul Kagame, foi afirmado que ele e sua família estavam livres para retornar a Ruanda, mas Kigeli afirmou que para isso, ele queria saber se o povo o desejava como rei. Segundo Kigeli, Kagame ficaria de consultar o povo quanto a isso. 
Kigeli fundou e presidiu a Fundação Kigeli V, cujo objetivo é incentivar a ajuda humanitária para os refugiados ruandeses. 

### Morte e sucessão
Kigeli faleceu na manhã de 16 de outubro de 2016 aos 80 anos em Washington D.C.  Seu secretário particular, Guye Pennington, disse que um herdeiro havia sido escolhido e seria anunciado em breve. Kigeli nunca se casou, em obediência a uma regra que proibia o casamento de reis enquanto eles estivessem fora do país. 
Embora Kigeli nunca tenha se casado, em 9 de janeiro de 2017, a Casa Real anunciou que seu sobrinho, o príncipe Emmanuel Bushayija assumiria o trono titularmente como Yuhi VI. Ele é filho de uma meio-irmão de Kigeli, Willian Bushayija. 

Após sua morte foi revelado que ele teve uma filha, Jaqueline Rwivanga, casada como empresário queniano Andrew Rugasira e mãe de 5 filhos. 